# Kalvarienbergkirche am Tremmelberg

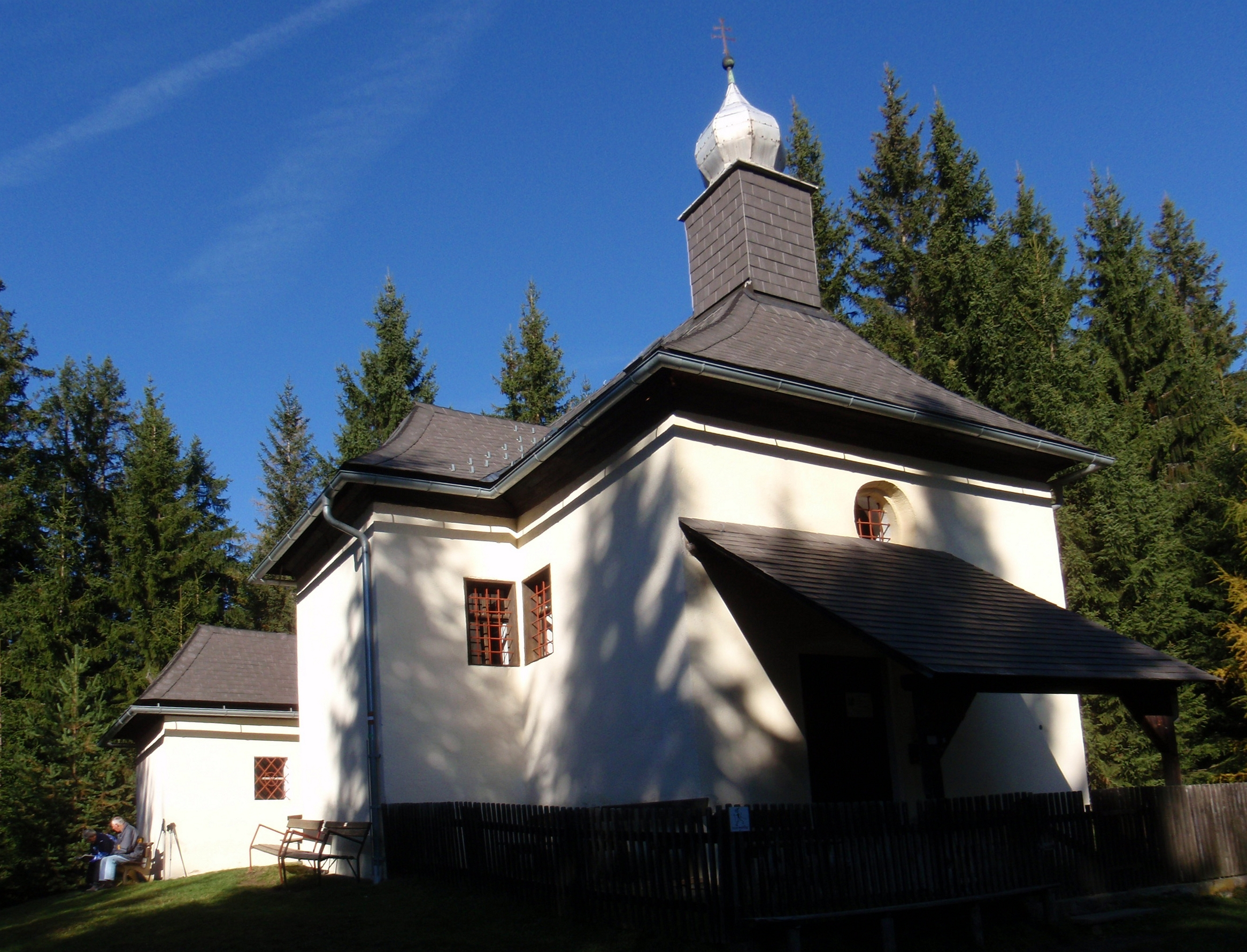
Kalvarienbergkirche (2008)

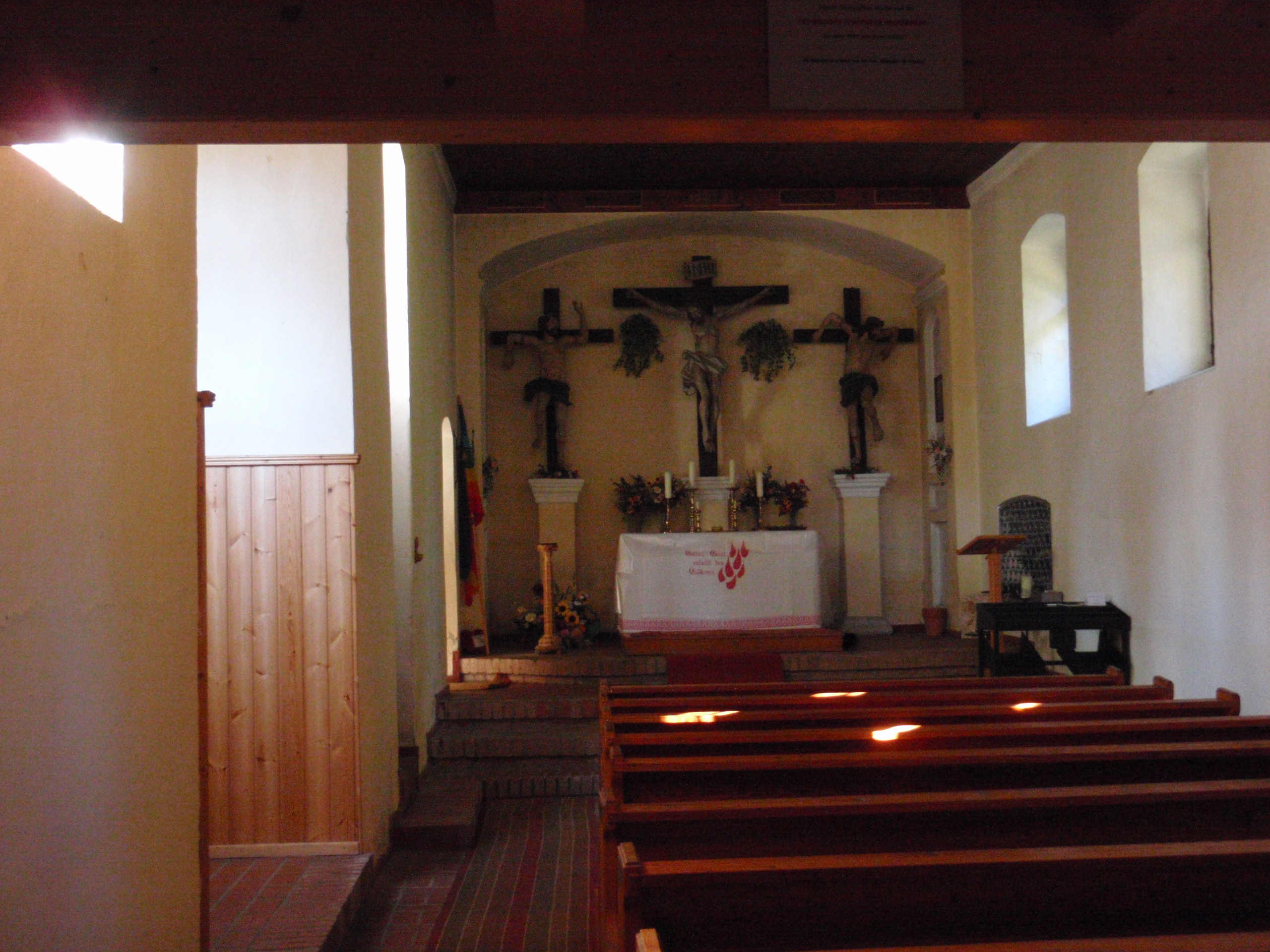
Innenansicht der Kalvarienbergkirche am Tremmelberg

Die Kalvarienbergkirche am Tremmelberg ist eine römisch-katholische Kalvarienbergkirche auf dem Tremmelberg in der Marktgemeinde Seckau in der Steiermark.

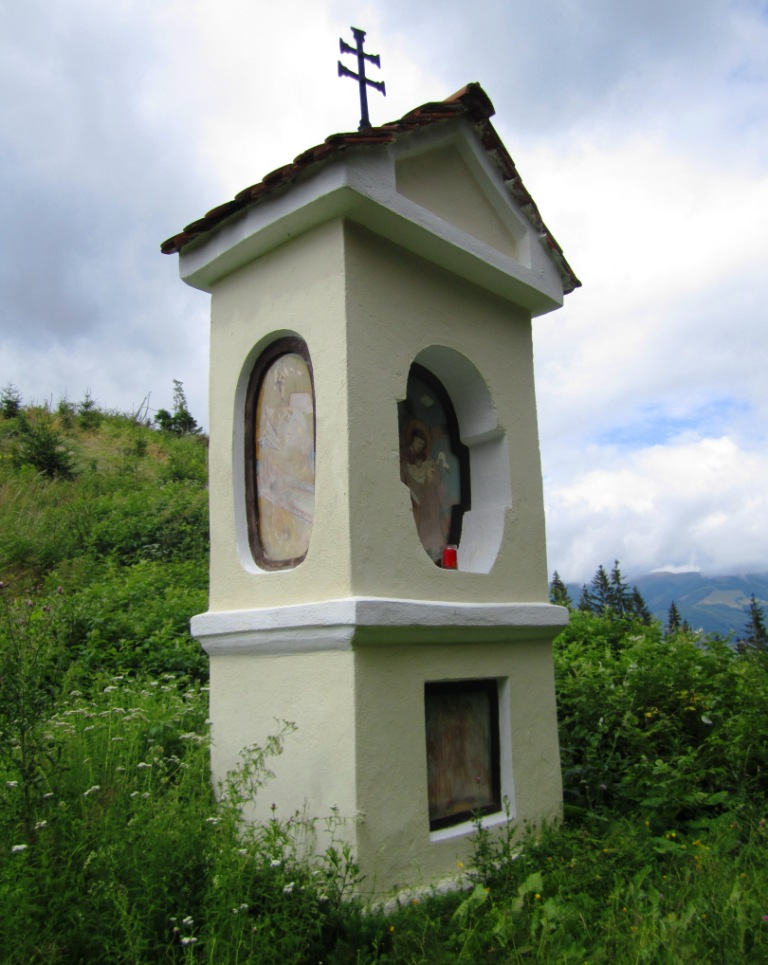
Bildstock am Kreuzweg (2011)

Die Kirche mit dem Patrozinium der Kreuzauffindung wurde im ersten Drittel des 18. Jahrhunderts mit einem Kalvarienbergweg mit Bildstöcken errichtet. Der Saalraum mit den Seitenkapellen unter Walmdächern bildet einen kreuzförmigen Grundriss und trägt im Osten einen Dachreiter mit Zwiebelhelm. In der Altarnische ist eine barocke Kreuzigungsgruppe aus der ersten Hälfte des 18. Jahrhunderts.